# Condado de Cass (Texas)
O Condado de Cass é um dos 254 condados do estado norte-americano do Texas. A sede do condado é Linden, e sua maior cidade é Linden.
O condado possui uma área de 2 487 km² (dos quais 60 km² estão cobertos por água), uma população de 30 438 habitantes, e uma densidade populacional de 13 hab/km² (segundo o censo nacional de 2000).
O condado foi criado em 1846.